# Minor Records
Minor Records war ein US-amerikanisches Plattenlabel aus Houston, Texas. Es wurde 1956 gegründet und konzentrierte sich vor allem auf Country-Musik.

## Geschichte
Minor wurde 1956 von den Brüdern Minor und Danny Ross gegründet. Die erste Veröffentlichung, Minor 101, ist bis heute unbekannt, somit ist die früheste bekannte Platte You’re the One / I Believe You’re True von Danny Ross (Minor 103). Bereits mit der dritten Veröffentlichung schwenkte das Label zum Rockabilly durch Earl Epps‘ Platte Be Bop Blues.
In den nächsten Jahren erschienen einige weitere Rockabilly- und Rock-’n’-Roll-Songs auf Minor, darunter Mickey Gilleys Debüt-Single, jedoch kamen die meisten Veröffentlichungen von Danny Ross selber, der mit seiner Band rund um Houston spielte.
Nach ungefähr 17 Singles wurde Minor 1967 eingestellt. Das Label hatte nie einen nationalen Hit und ist heute durch die Seltenheit der Platten weitreichender bekannt. Danny Ross starb 1995.

## Diskografie
| Katalognummer | Jahr    | Künstler             | Titel                                                                      |
| ------------- | ------- | -------------------- | -------------------------------------------------------------------------- |
| 101           | 1956    |                      |                                                                            |
| 102           | 1956    | Danny Ross           | You’re the One I Believe You’re True                                       |
| 103           | 1956    | Earl Epps            | Be Bop Blues There’s Two of Us Waiting                                     |
| 104           | 1856    | Danny Ross           | You’re Not in Love Why Did I Doubt You?                                    |
| 105           | 1957    | Danny Ross           | A Toast to a Broken Heart Leave Me Alone                                   |
| 106           | 1957    | Mickey Gilley        | Tell Me Why Ooh Wee Baby                                                   |
| 107           | 1957/58 | Danny Ross           | Look At You Go Gold Digger                                                 |
| 108           |         | Claude Gray          | My Tears Are Inside When The Doorbell Rang                                 |
| 109           | 1958    | Claude Gray          | Late Again Barricade Around My Heart                                       |
| 110           |         |                      |                                                                            |
| 111           |         |                      |                                                                            |
| 112           |         |                      |                                                                            |
| 113           | 1959    | Danny Ross           | The Last Town I Painted You Finally Walked Out                             |
| 114           |         |                      |                                                                            |
| 115           | 1960    | Marshall Ray Walters | Willie, Willie, Willie Your Love                                           |
| 116           | 1961    | Danny Ross           | The Blues Are No Stranger to Me You Can’t Take It (Unless You Dish It Out) |
| 117           |         |                      |                                                                            |